# Lissochlora purpureoviridis
Lissochlora purpureoviridis là một loài bướm đêm trong họ Geometridae.